# Bâtiment Sweco
Le bâtiment Sweco (en suédois : Sweco-huset), anciennement bâtiment SvD (en suédois : SvD-huset) et bâtiment Dagblad (en suédois : Dagbladshuset), est un édifice situé dans le quartier de Marieberg à Stockholm en Suède.

## Présentation
Le bâtiment Sweco est situé à l'adresse 28 Gjörwellsgatan. 
Le bâtiment a été construit en 1960-1962 pour Svenska Dagbladet par le maître d'œuvre Olle Engkvist et sa société Bygg-Oleba AB sur la base des plans de l'architecte Anders Tengbom, .
À côté du bâtiment Sweco se trouve le DN-skrapan de la même époque. Les deux bâtiments sont labellisés bleu par le Musée municipal de Stockholm, ce qui correspond à la classe la plus élevée et signifie « que le bâtiment est considéré comme ayant des valeurs culturelles et historiques exceptionnellement élevées ».
Lorsque le bâtiment du journal Klara à Norrmalm a disparu en lien avec le plan d'urbanisme de Norrmalm dans les années 1960, les bâtiments des deux plus grands journaux du matin de Stockholm, Dagens Nyheter et Svenska Dagbladet, ont été érigés dans le quartier de Marieberg, au centre de Kungsholmen.
Dans le cadre de la classification historico-culturelle des bâtiments de Stockholm, le musée municipal a décidé en mars 2011 de mettre le bâtiment en classe bleue.

## Architecture
Le bâtiment DN-skrapan, conçu par Paul Hedqvist, et le bâtiment Sweco avaient le même concept de base : une section de grande hauteur avec des bureaux pour l'équipe éditoriale du journal et des bâtiments plus bas pour l'imprimerie. 
La conception architecturale est complètement différente. Alors que Paul Hedqvist a choisi de concevoir un bâtiment très haut et léger avec du verre et des carreaux de céramique gris-bleu sur la façade, Anders Tengbom a choisi une section de grande hauteur plus basse et plus lourde en briques rouges.
Le complexe se compose d'un immeuble de bureaux de 14 étages avec une orientation nord-sud. À l’ouest se trouve un bâtiment de production de cinq étages où à l'origine se trouvaient, entre autres, un atelier de composition et d'impression. La structure est constituée de béton coulé sur place avec isolation thermique extérieure. 
Les façades sont revêtues de briques rouges provenant de la briqueterie de Mälardalen. 
La façade du rez-de-chaussée de la partie haute était revêtue de carreaux de céramique rouge-noir.
La façade en briques de Tengbom présente également une technique de maçonnerie intéressante, où seule la surface en coupe de la brique (le côté court de la brique, voir les joints de maçonnerie) est visible dans le mur et la maçonnerie a été réalisée sans joints (les joints verticaux sont les uns au-dessus des autres). Les ouvertures des fenêtres sont disposées symétriquement et décalées les unes par rapport aux autres à chaque étage, formant un motif en zigzag vertical.
Le bâtiment se rétrécit vers les pignons, amincissant à la section de 19 mètres de large.
Ce rétrécissement est probablement inspiré de la tour Pirelli de l'architecte italien Gio Ponti.
Le plan des bureaux montre des espaces de bureaux conventionnels le long des murs extérieurs avec un centre, où sont disposés les cages d'escalier, les ascenseurs, les toilettes et les zones de stockage.

## Sweco
La rédaction du journal et l'imprimerie de Svenska Dagbladet ne sont plus dans le bâtiment. En 2006, le panneau de façade Svenska Dagbladet a été remplacé par SWECO et depuis lors, la société de conseil en ingénierie Sweco a installé son siège dans le bâtiment.
Au cours des années 2010 à 2011, d'importantes rénovations ont été réalisées dans la propriété appartenant à AMF Fastigheter.

## Galerie

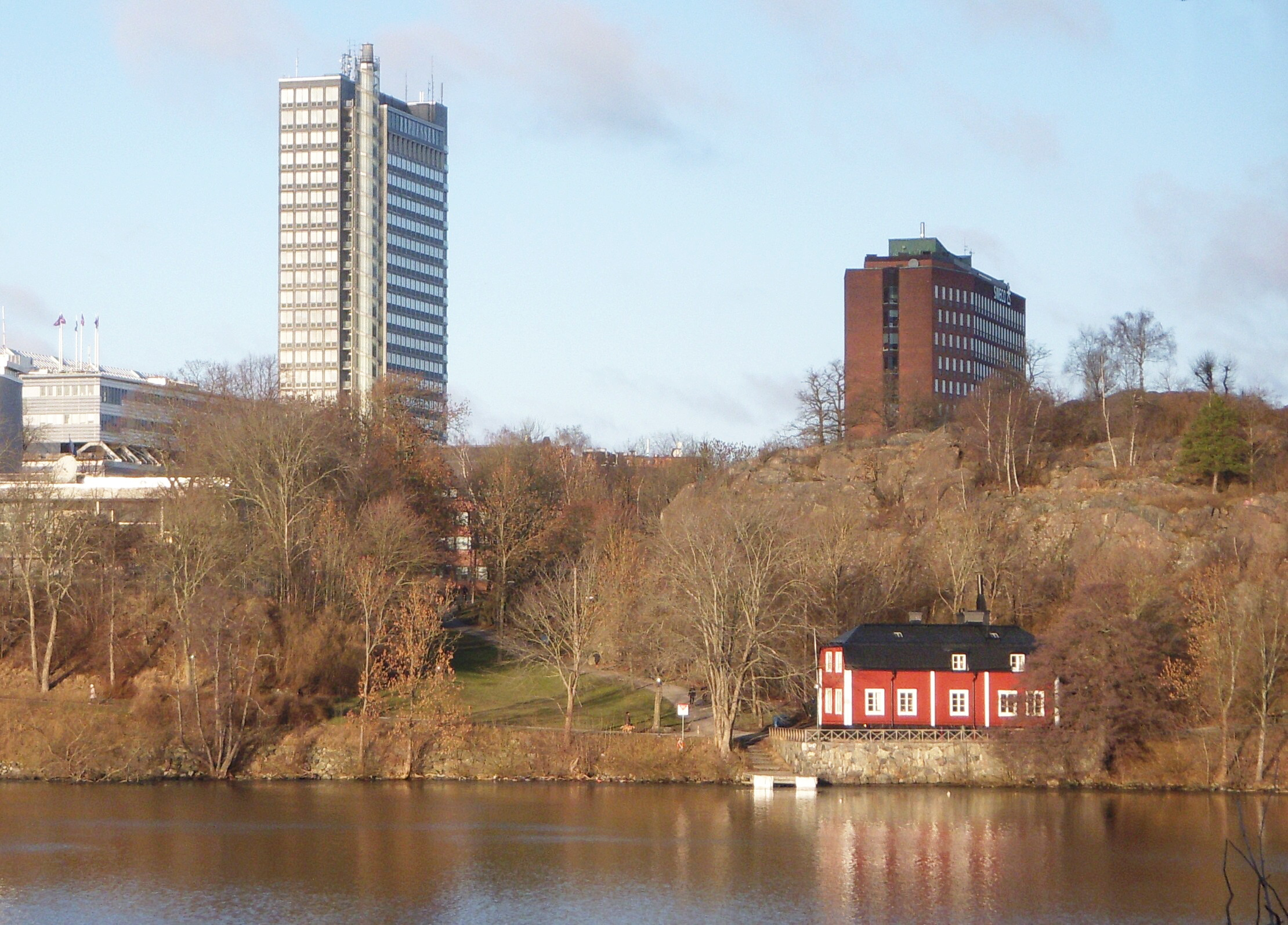
DN-skrapan et Sweco-huset.
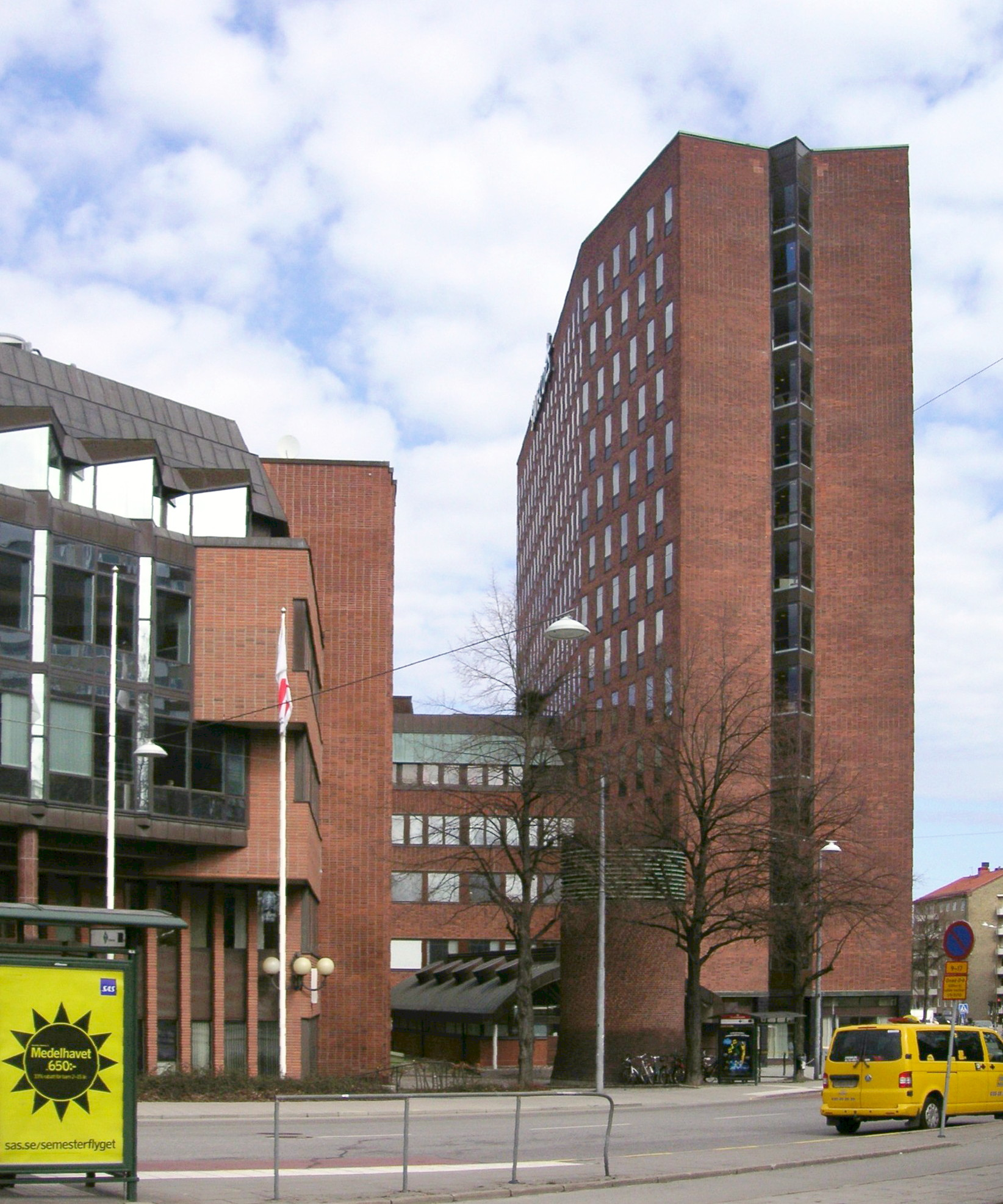
Partie basse et la partie haute, 2009.
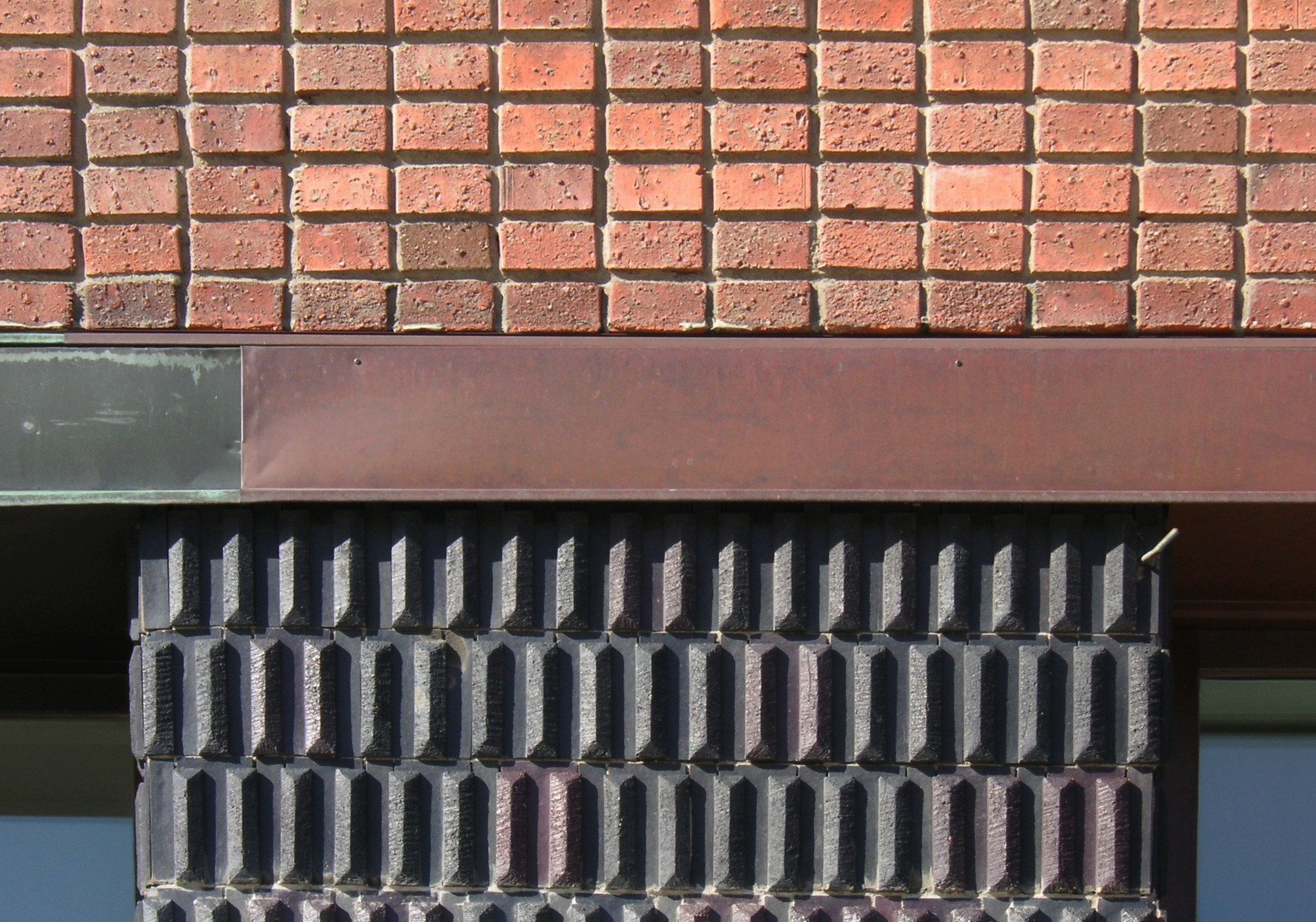
Façade.
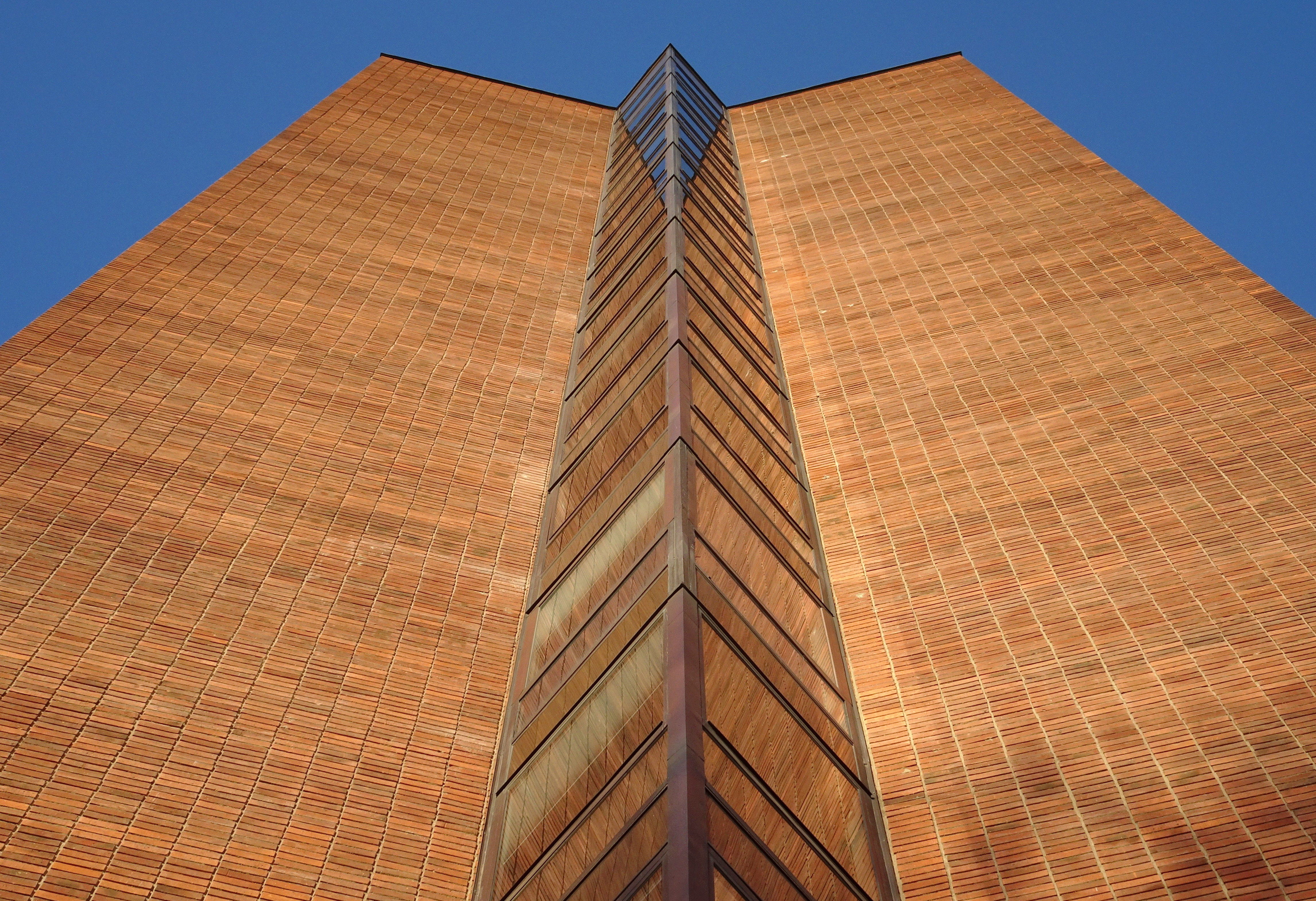
Fronton.